# Jeu des petits chevaux

Spielbrett (schematisch)

Das Jeu des petits chevaux (französisch: Spiel der kleinen Pferde, kurz geschrieben: Petits chevaux), oder auch Jeu de dada, ist ein einfaches Brettspiel, das in Frankreich sehr bekannt ist. Dort hat es etwa den gleichen Bekanntheitsgrad wie Mensch ärgere Dich nicht in Deutschland oder Eile mit Weile in der Schweiz. Gespielt wird es mit farbigen Pferdchen, die aussehen wie die Springer beim Schachspiel.
Zwei, drei oder vier Spieler nehmen sich je zwei bis vier von den pferdchenförmigen Spielfiguren und platzieren diese im „Rennstall“ (Startplätze). Ein geschlagenes Pferdchen muss wieder zurück in den Rennstall gesetzt werden. Geschlagen wird es, indem eine gegnerische Spielfigur auf das Feld zieht.
Die Spielfiguren ziehen abwechselnd im Uhrzeigersinn. Am Ende der Rennstrecke, die aus 52 Feldern besteht, müssen die Pferdchen mit einem exakten Wurf ins Zielfeld mit, je nach Version, fünf oder sechs Einlauffeldern gezogen werden. Wer nicht ziehen kann, muss aussetzen.

## Geschichte

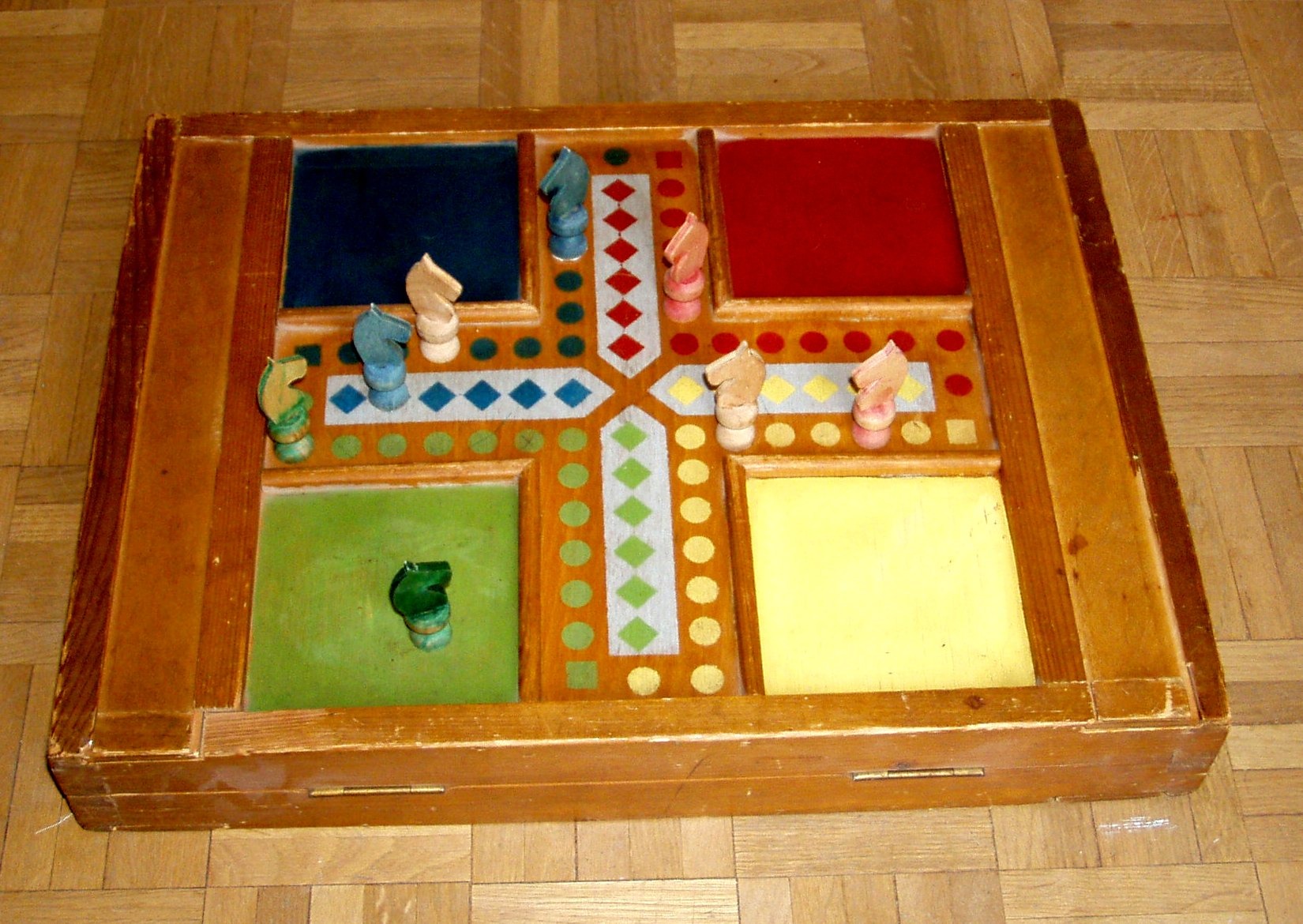
Jeu des petits chevaux

Das Jeu des petits chevaux hat seine Ursprünge im indischen Spiel Pachisi, ebenso ähnelt es den Spielen Parcheesi und Ludo – alles Brettspiele mit einer kreuzförmigen Anordnung.
Pachisi ist Mitte des 19. Jahrhunderts in den USA erschienen, noch vor Parcheesi. Das britische Spiel Ludo erschien erstmals in England am Ende des 19. Jahrhunderts.
In der Belle Époque wurde Ludo in eine französische Variante Jeu de l’Eden abgewandelt. Ebenso erschien das Spiel Mensch ärgere Dich nicht unter dem französischen Titel „T’en fais pas“.
Das Spiel Jeu des petits chevaux erschien wahrscheinlich das erste Mal um das Jahr 1936 in Frankreich. Von den Vorgängerspielen unterscheidet es sich im Gebrauch der Spielfiguren so, dass sie mit der exakten Wurfzahl in die Mitte gezogen werden müssen. Darüber hinaus hat das Spielbrett keine sicheren Felder vorgesehen. Es wurde von Manufrance hergestellt und wurde über die Warenhäuser verkauft.